# Istiblennius muelleri
Istiblennius muelleri es una especie de pez de la familia Blenniidae en el orden de los Perciformes.

## Morfología
• Los machos pueden llegar alcanzar los 7 cm de longitud total.

## Reproducción
Es ovíparo.

## Hábitat
Es un pez de mar y de clima tropical.

## Distribución geográfica
Se encuentra en la isla Hsiao-liu-Chiu (suroeste de Taiwán) y en la isla Kur (Indonesia ).